# Estadio Moca 85
El Estadio Moca 85, también llamado Estadio Olímpico Moca 85 es un estadio de fútbol ubicado en la ciudad de Moca, República Dominicana y que actualmente es la sede del Moca FC de la Liga Dominicana de Fútbol.

## Historia
Fue inaugurado en 1986 tras un año de construcción y tuvo su primera renovación en 2017 cuando le fue puesta la gramilla artificial y su capacidad fue aumentada a 4000 espectadores.